# Panteleimon Oleksandrovych Kulish

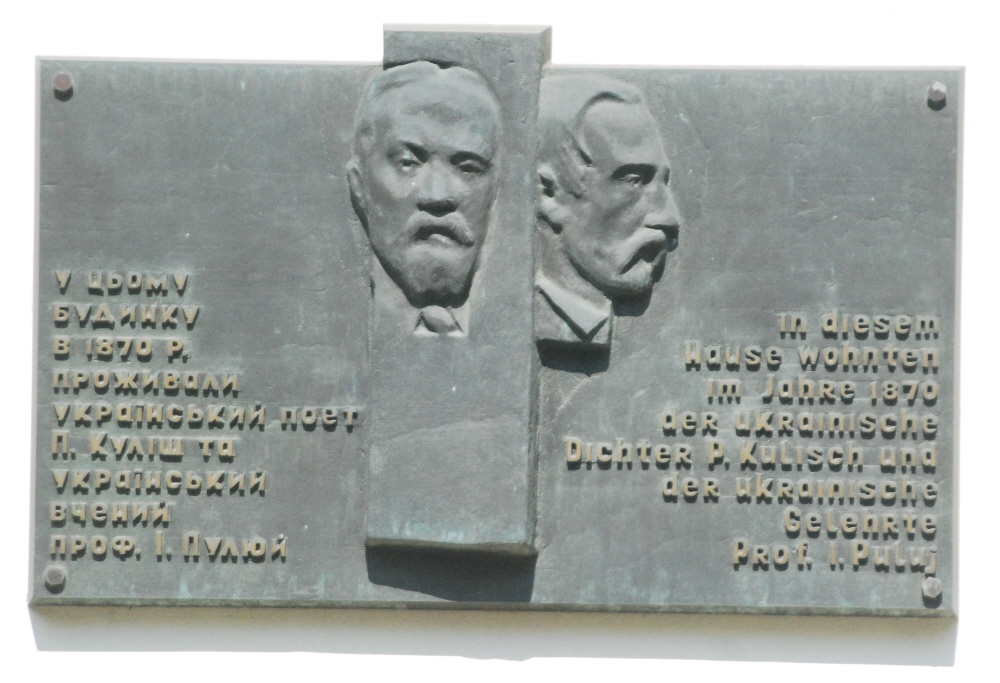
Dòng chữ trên phù điêu ghi: 'Năm 1870, nhà thơ Ukraina P.Kulish và nhà khoa học Ukraina Giáo sư I.Puluj đã sống trong ngôi nhà này.' (Cả bằng tiếng Đức và tiếng Ukraina)

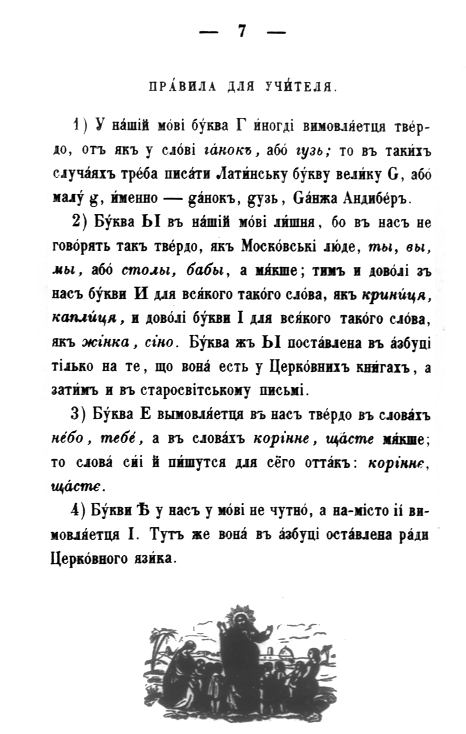
Một trang từ cuốn Gramatka của Panteleimon Kulish, được in vào năm 1857 tại Saint Petersburg, chứa các đề xuất cho giáo viên ở Ukraina.

Panteleimon Oleksandrovych Kulish (tiếng Ukraina: Пантелеймон Олександрович Куліш; 7 tháng 8 năm 1819 – 14 tháng 2 năm 1897) là một nhà văn, nhà phê bình, nhà thơ, nhà văn học dân gian và dịch giả người Ukraina.

## Tổng quan
Panteleimon Kulish sinh ngày 7 tháng 8 năm 1819 tại Voronizh (nay là tỉnh Sumy) trong một gia đình quý tộc Cossack nghèo khó. Chỉ sau khi hoàn thành 5 năm tại trường dự bị đại học Novhorod-Siverskyi, ông đăng ký vào Đại học Kyiv vào năm 1837 nhưng không được phép hoàn thành việc học vì ông không phải là quý tộc. Ông nhận được vị trí giảng dạy ở Lutsk vào năm 1840, nơi ông viết cuốn tiểu thuyết lịch sử đầu tiên bằng tiếng Nga, Mykhailo Charnyshenko (2 tập, 1843). Mykhailo Maksymovych đã thúc đẩy nỗ lực văn học của Kulish và xuất bản một số truyện ngắn đầu tiên của ông. Tác phẩm dài đầu tiên của ông viết bằng tiếng Ukraina là sử thi Ukraina (1843).
Năm 1843–45, Kulish dạy ở Kyiv và nghiên cứu lịch sử và dân tộc học Ukraina. Ở đó ông kết bạn với Taras Shevchenko, Mykola Kostomarov và Vasyl Bilozersky; tình bạn của họ sau này đã trở thành hạt nhân của Hội anh em Thánh Cyril và Methodius bí mật. Panteleimon Kulish là người đầu tiên dịch toàn bộ Kinh thánh sang tiếng Ukraina hiện đại. Bản dịch kinh thánh của ông được Hiệp hội Kinh thánh Anh và nước ngoài xuất bản tại Vienna vào năm 1903.
Vào ngày 24 tháng 1 năm 1847, Panteleimon kết hôn với nữ nhà văn Hanna Barvinok.
Kulish viết tiểu thuyết lịch sử bằng tiếng Ukraina. Đóng góp nổi tiếng nhất của ông trong lĩnh vực này là Hội Đồng Đen (tiểu thuyết), lấy bối cảnh ở thời Cossack. Kulish cũng hoạt động tích cực trong lĩnh vực viết lịch sử, sáng tác một câu chuyện ngắn gọn về lịch sử Ukraina bằng thơ (với tựa đề Ukraina) và một cuốn Lịch sử thống nhất nước Nga đồ sộ hơn nhiều gồm ba tập. Phần sau đề cập đến thời đại của Hetman Bohdan Khmelnytsky vào thế kỷ XVII. Bộ sưu tập hai tập về văn hóa dân gian Ukraina của ông, Ghi chú về miền Nam Rus vẫn giữ được ý nghĩa học thuật cho đến ngày nay.

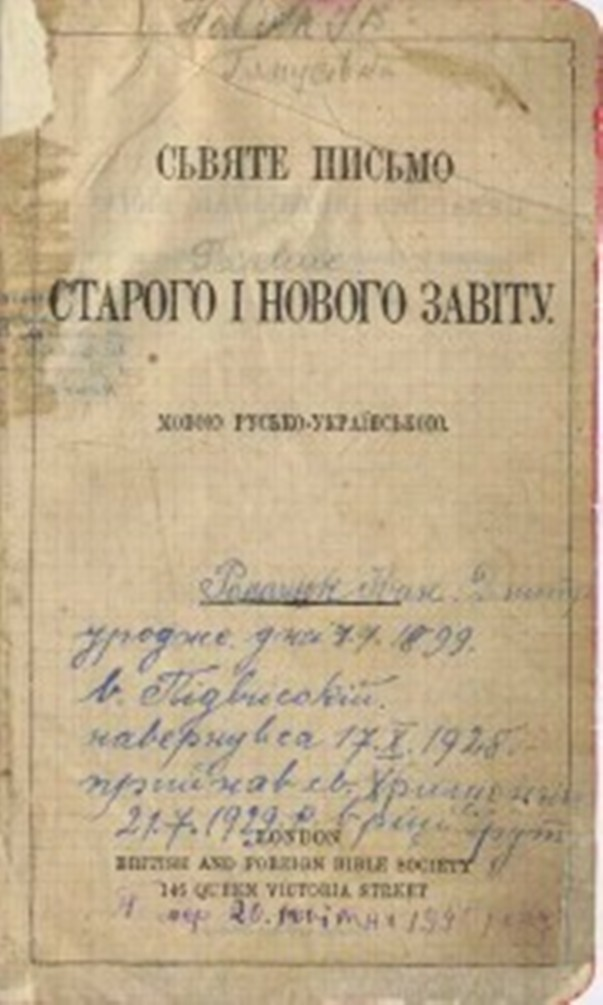
Bản dịch Kinh Thánh của Panteleimon Kulish

## Cuộc sống
Trong những năm đầu học tại Đại học Kyiv, Kulish chịu ảnh hưởng của nhà sử học và văn nhân Mykhaylo Maksymovych, người đã hướng sự chú ý của ông đến văn hóa bản địa của Ukraina. Vào những năm 1840, ông trở nên thân thiết với nhà thơ Taras Shevchenko, nhà sử học Mykola Kostomarov và tham gia vào Hội Anh em Thánh Cyril và Methodius bất hợp pháp nhằm hình dung ra sự tái sinh dân tộc Ukraina, bao gồm cả nền độc lập dân tộc, trong một liên bang Slav tự do và bình đẳng.
Năm 1847, Kulish bị bắt vì tham gia tổ chức này, phải ngồi tù một thời gian và sống lưu vong vài năm. Vào cuối những năm 1850, ông đoàn tụ với Kostomarov và những người khác trong "Hội anh em" Cyril-Methodius và tham gia vào tạp chí Osnova (Tổ chức) của Ukraina. Vào thời điểm này, ông đã xuất bản cuốn Ghi chú về miền Nam Rus' nổi tiếng, trong đó ông đi tiên phong trong phương thức viết chính tả tiếng Ukraina mới cho tiếng Ukraina bản địa, bảng chữ cái Kulishivka, dựa trên ngữ âm thay vì từ nguyên. Điều này sau này đã trở thành nền tảng của ngôn ngữ Ukraina viết hiện đại.
Trong những năm 1860 và 1870, ông dần trở nên bảo thủ hơn và bắt đầu chỉ trích Shevchenko, các cuộc nổi dậy của người Cossack và lý tưởng rằng người Cossack là những người bảo vệ quyền tự do của nhân dân. Cuối cùng, bất chấp sự đàn áp của Sa hoàng đối với văn hóa Ukraina và lệnh cấm xuất hiện ngôn ngữ Ukraina trên báo in, ông đã phát triển một lý thuyết rằng Ukraina và Nga nên thống nhất về mặt chính trị nhưng tách biệt về mặt văn hóa, một cách tiếp cận giành được ít sự ủng hộ của giới trí thức Ukraina thời gian đó. Tuy nhiên, cách tiếp cận bảo thủ đối với các vấn đề Ukraina này chưa bao giờ bị dập tắt hoàn toàn và sau đó được các nhà tư tưởng chính trị Ukraina khác như Vyacheslav Lypynsky, Stepan Tomashivsky và những người khác hồi sinh dưới một hình thức khác.
Vào những năm 1880, Kulish đến thăm Galicia của Áo và do lệnh cấm xuất bản tiếng Ukraina ở Đế quốc Nga, Kulish đã hợp tác với các nhà lãnh đạo văn hóa và chính trị Ukraina ở đó. Vì vậy, ông là một trong những nhân vật Ukraina đầu tiên, ít nhất là một phần, đã thành công trong việc thu hẹp khoảng cách giữa Nga và Ukraina thuộc Áo. Ông đã trải qua những năm cuối đời bị cô lập tại ngôi nhà của mình ở miền đông Ukraina. Trong những năm này, ông đã dịch rất nhiều tác phẩm văn học Tây Âu, bao gồm cả Shakespeare, sang tiếng Ukraina.
Vào ngày 7 tháng 8 năm 2019, một Google Doodle đã được tạo để kỷ niệm sinh nhật lần thứ 200 của Kulish.

## Chuyển thể
Dựa trên cuốn tiểu thuyết Hội Đồng Đen tập trung riêng vào việc Ukraina mất nền độc lập vào thế kỷ 17 của ông, Mykola Zaseyev-Rudenko của Xưởng phim Dovzhenkođã tạo ra một loạt phim truyền hình dài tập gồm 9 mùa (2000).